# ドバイ・モール
ドバイ・モール (The Dubai Mall, دبي مول) は、アラブ首長国連邦のドバイにあるショッピングセンター。2008年10月30日に、世界最大のショッピングモールとして開業した。

## 概要

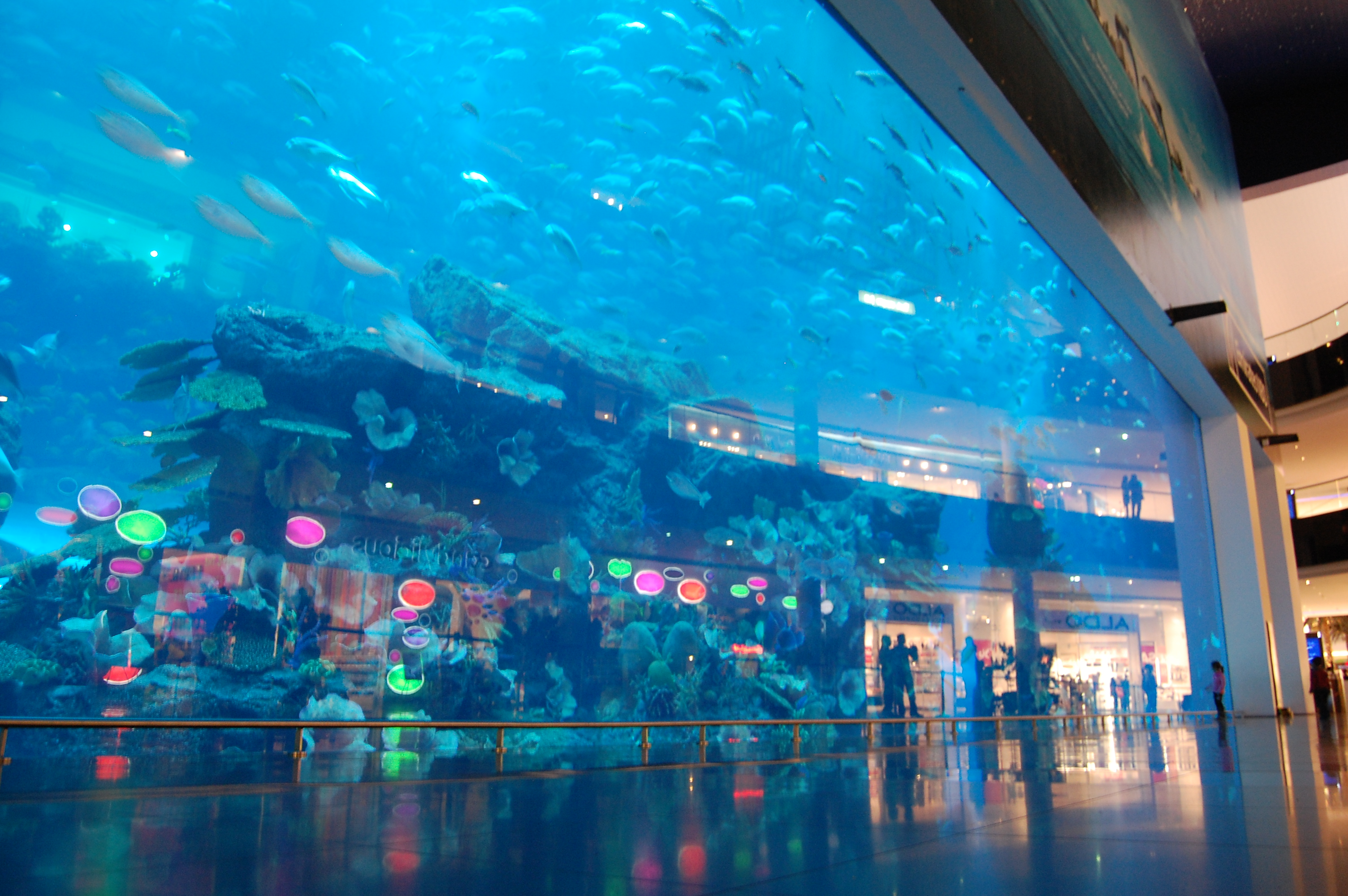
ドバイ・アクアリウム

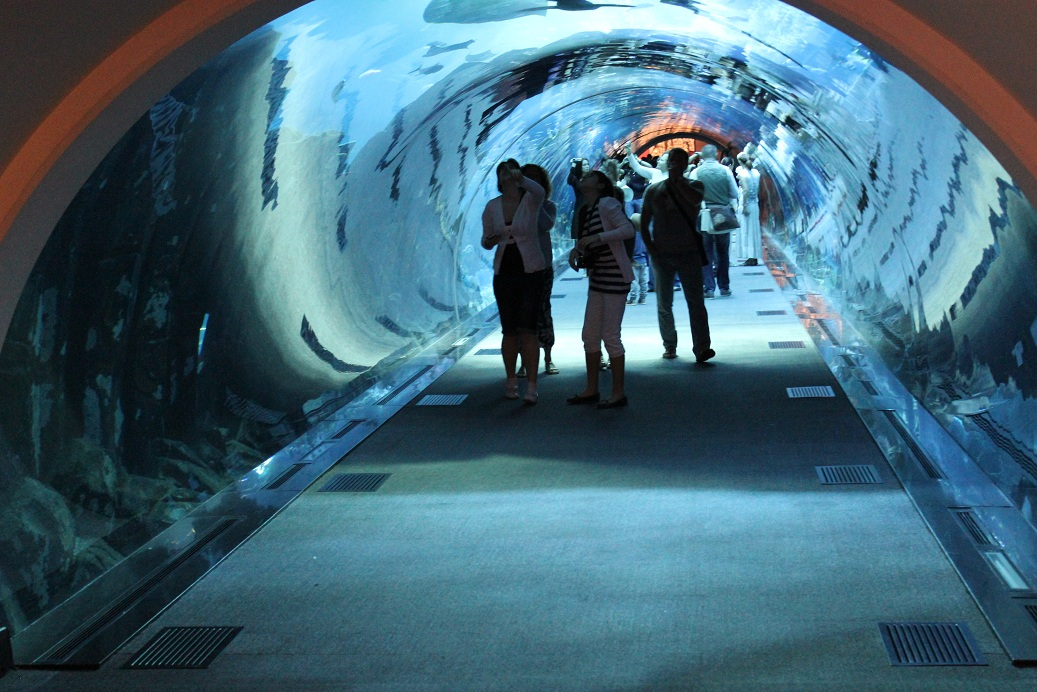
ドバイ・アクアリウム&アンダーウォーター・ズーのシャーク・トンネル

ドバイ･モールは総面積約111.5万平方メートル(サッカー場約200個分の大きさ))、屋内フロア約55万平方メートルで、カナダのウェスト・エドモントン・モール、中国の華南MALL, フィリピンのSMモール・オブ・アジアなどを上回る世界最大のショッピングモールである。
店舗は合計1,200店舗が入居。ほかに世界最大の部分型の水族館や動物園、アイススケートリンク、ウォーターフロントアトリウム、22のスクリーンを持つ映画館があり、紀伊國屋書店も展開されている。ブルジュ・ハリファの展望室の受付と入り口もこの施設内にあり、ブルジュ・ハリファとは地下道で繋がっている。開閉式のドームの中に、ロンドンのリージェント・ストリートの町並みが再現されている地区もある。イギリスのマークス&スペンサーに続き、2010年までにはさらにアメリカのブルーミングデールズ、フランスのギャラリー・ラファイエットと新たに2つの百貨店も進出する。
来店客数では初年度は3900万人だったが、2014年度には8000万人が来店した。
|          | 2009     | 2010     | 2011     | 2012     | 2013     | 2014     | 2015上半期 |
| -------- | -------- | -------- | -------- | -------- | -------- | -------- | ---------- |
| 来店客数 | 3900万人 | 4700万人 | 5400万人 | 6500万人 | 7500万人 | 8000万人 | 6200万人   |

## ギャラリー

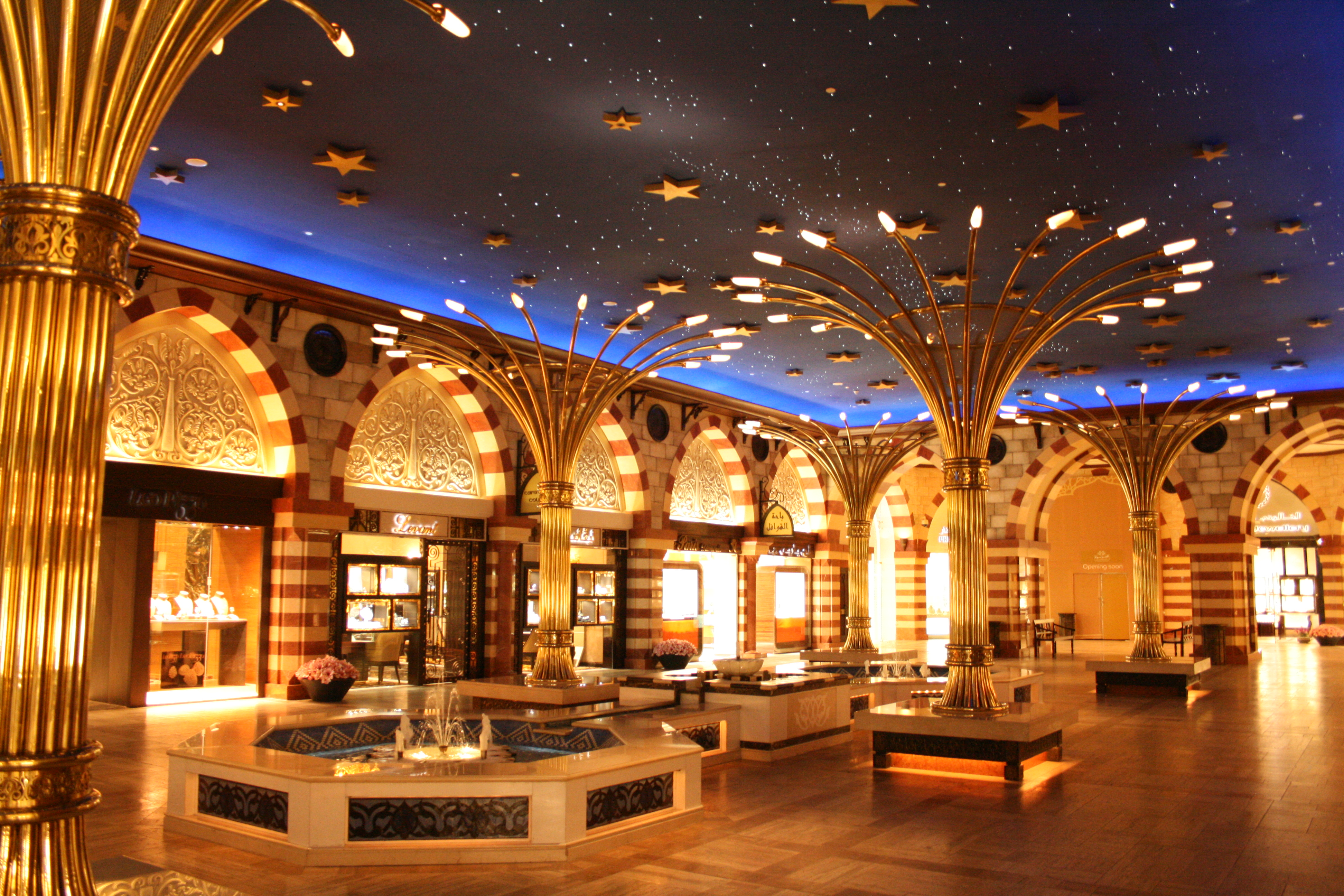
ドバイ・モール、ゴールドスーク
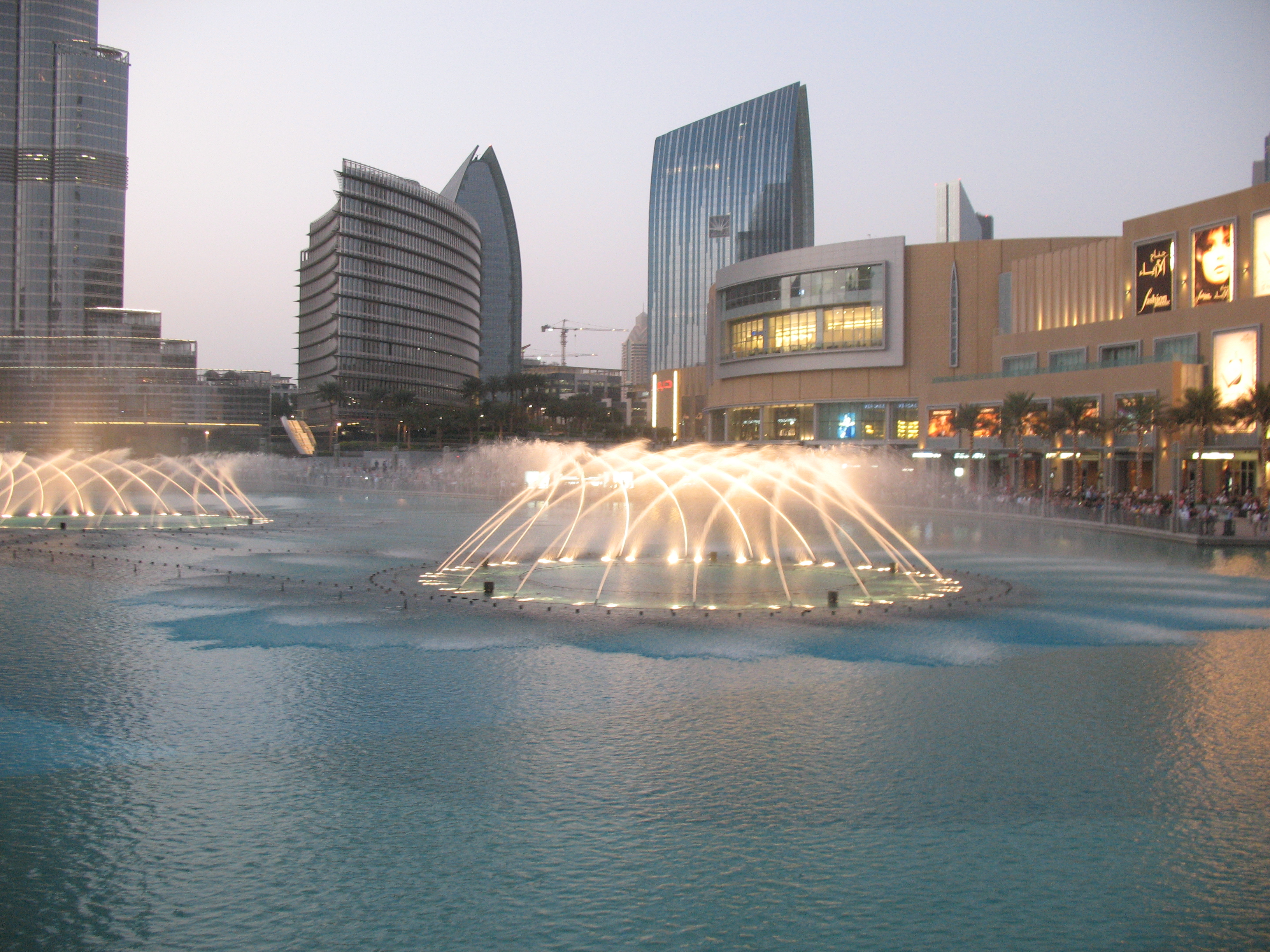
ドバイ・モールとドバイ・ファウンテン
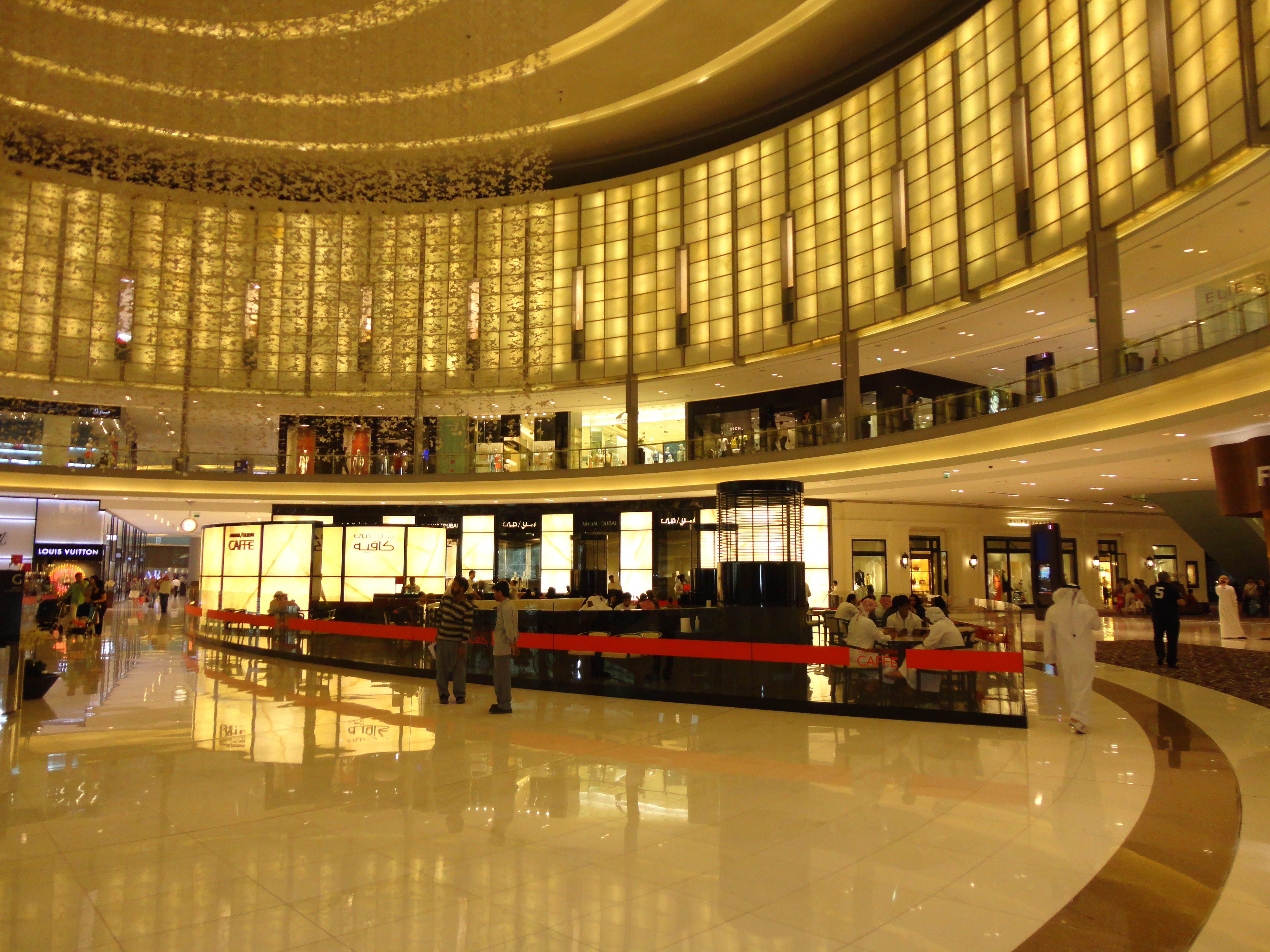
ドバイ・モール、ファッションアベニュー
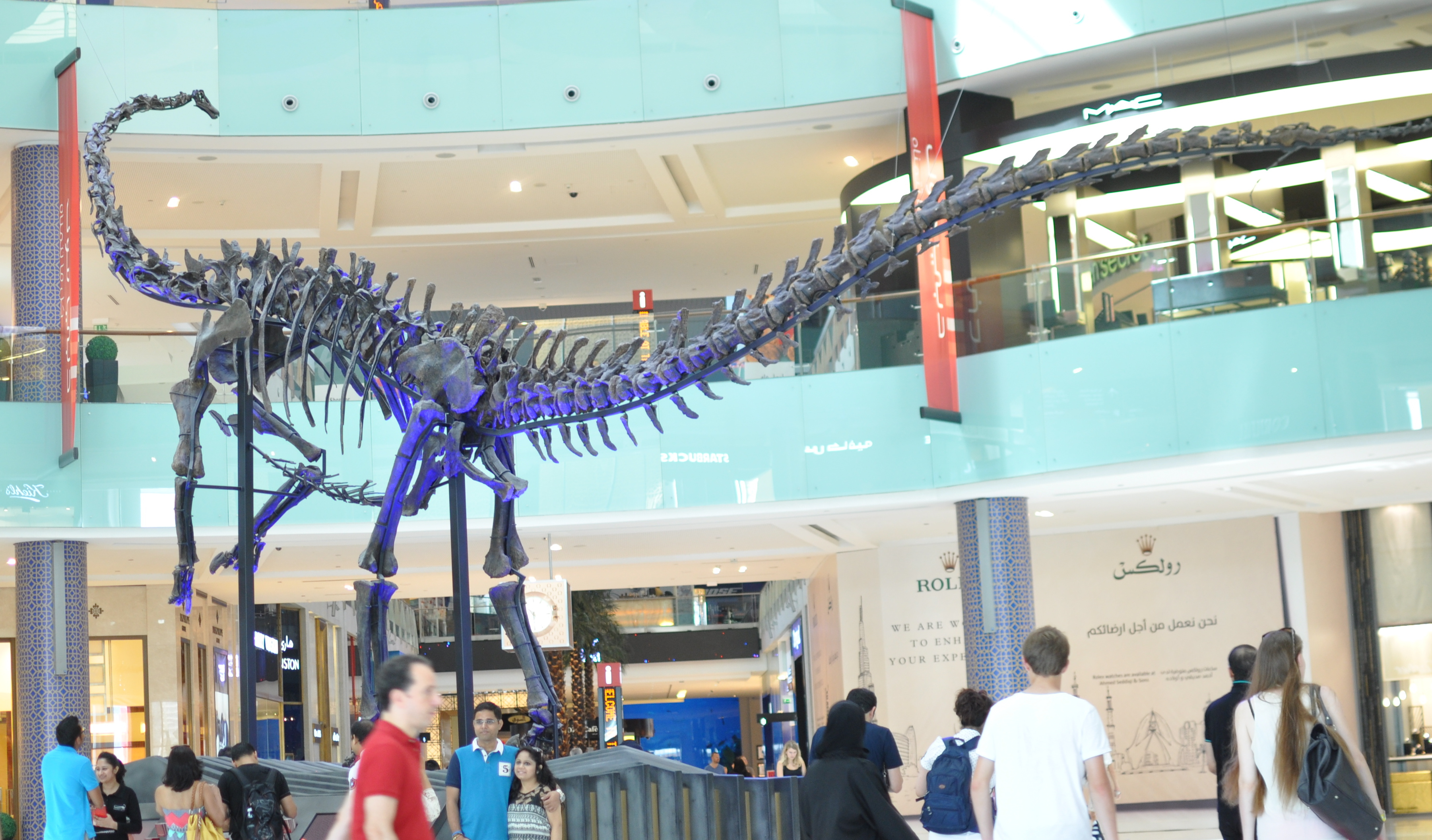
ドバイ恐竜
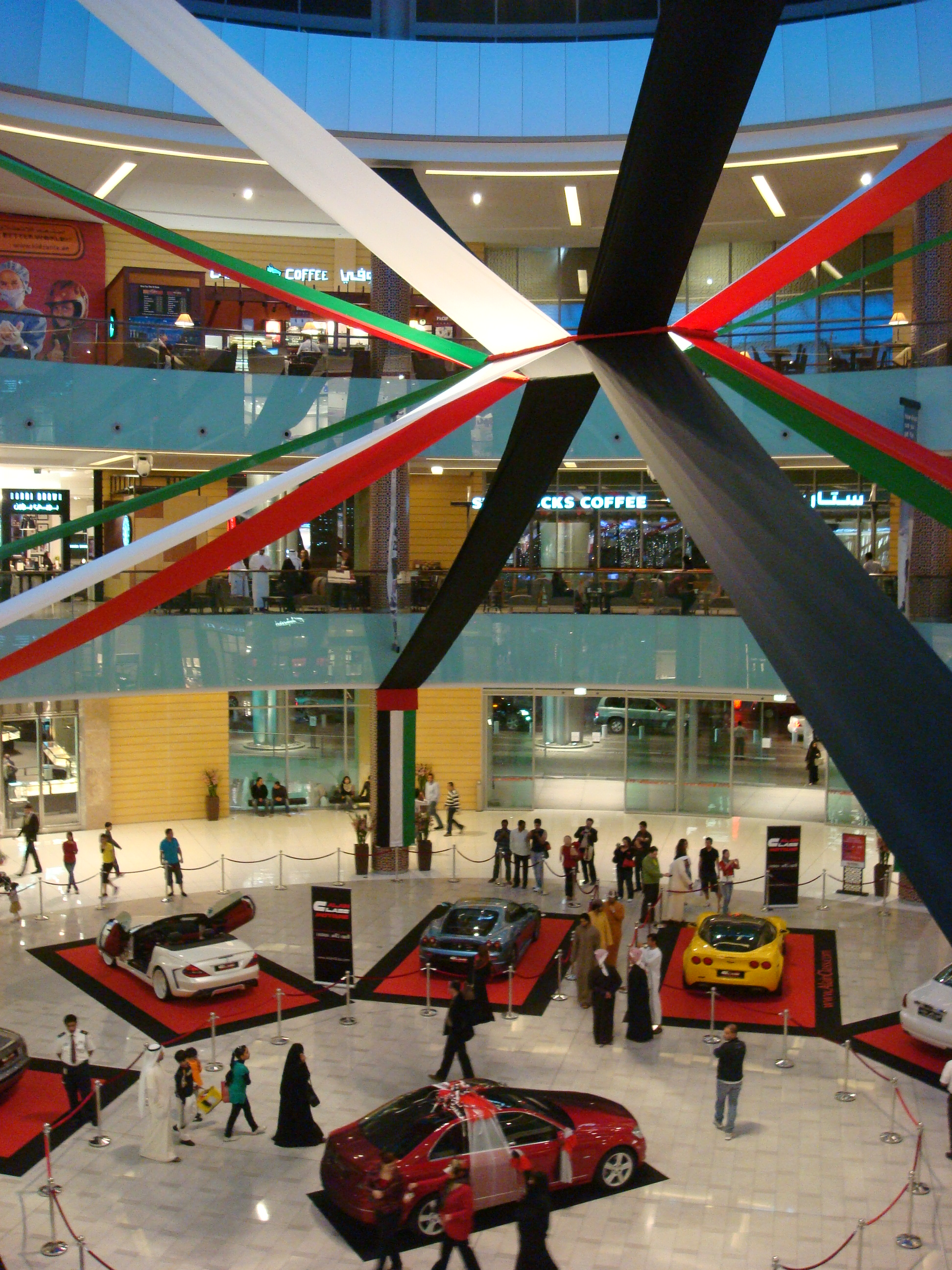
内部
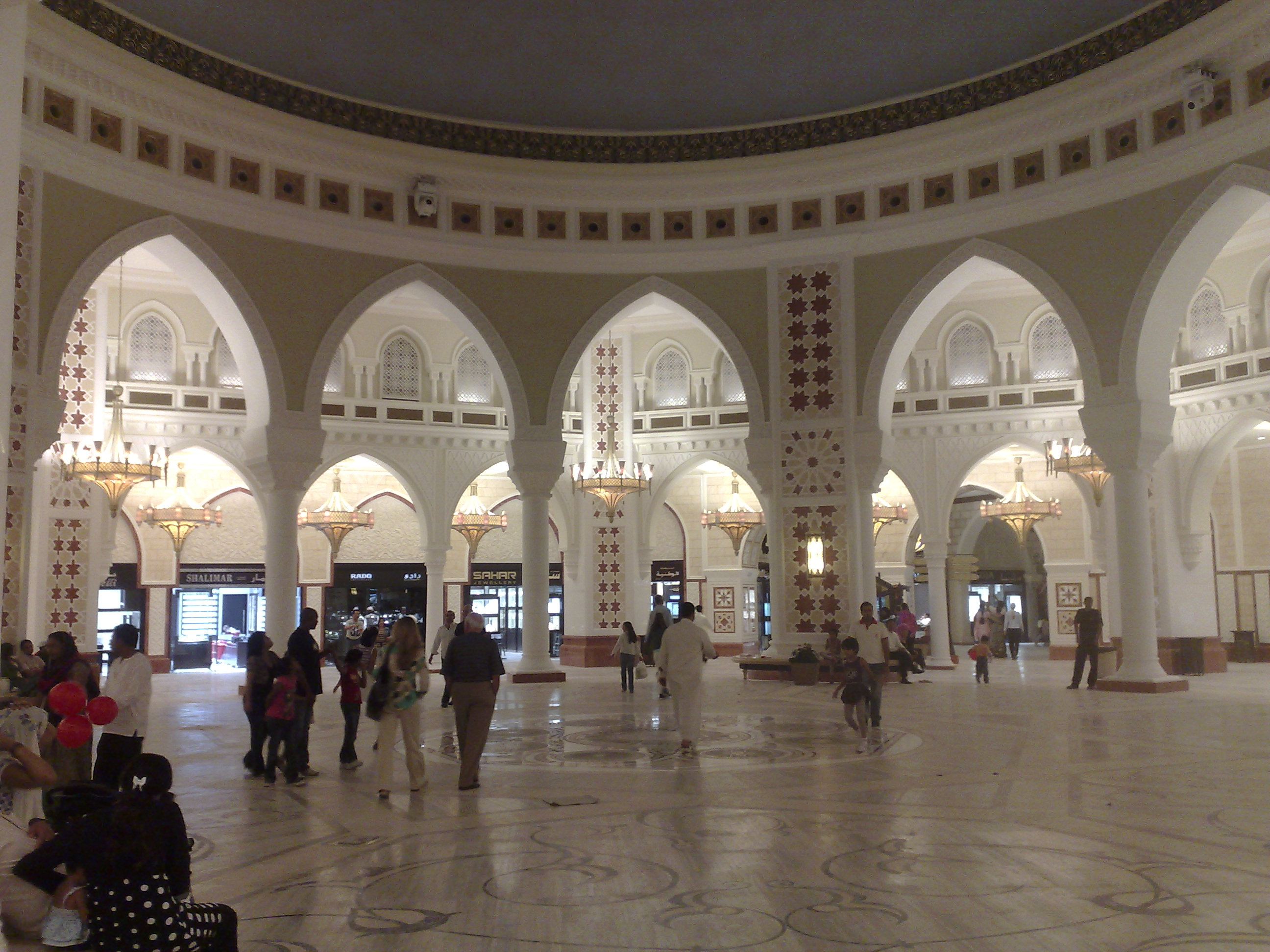
ドバイ・モール、ゴールドスーク
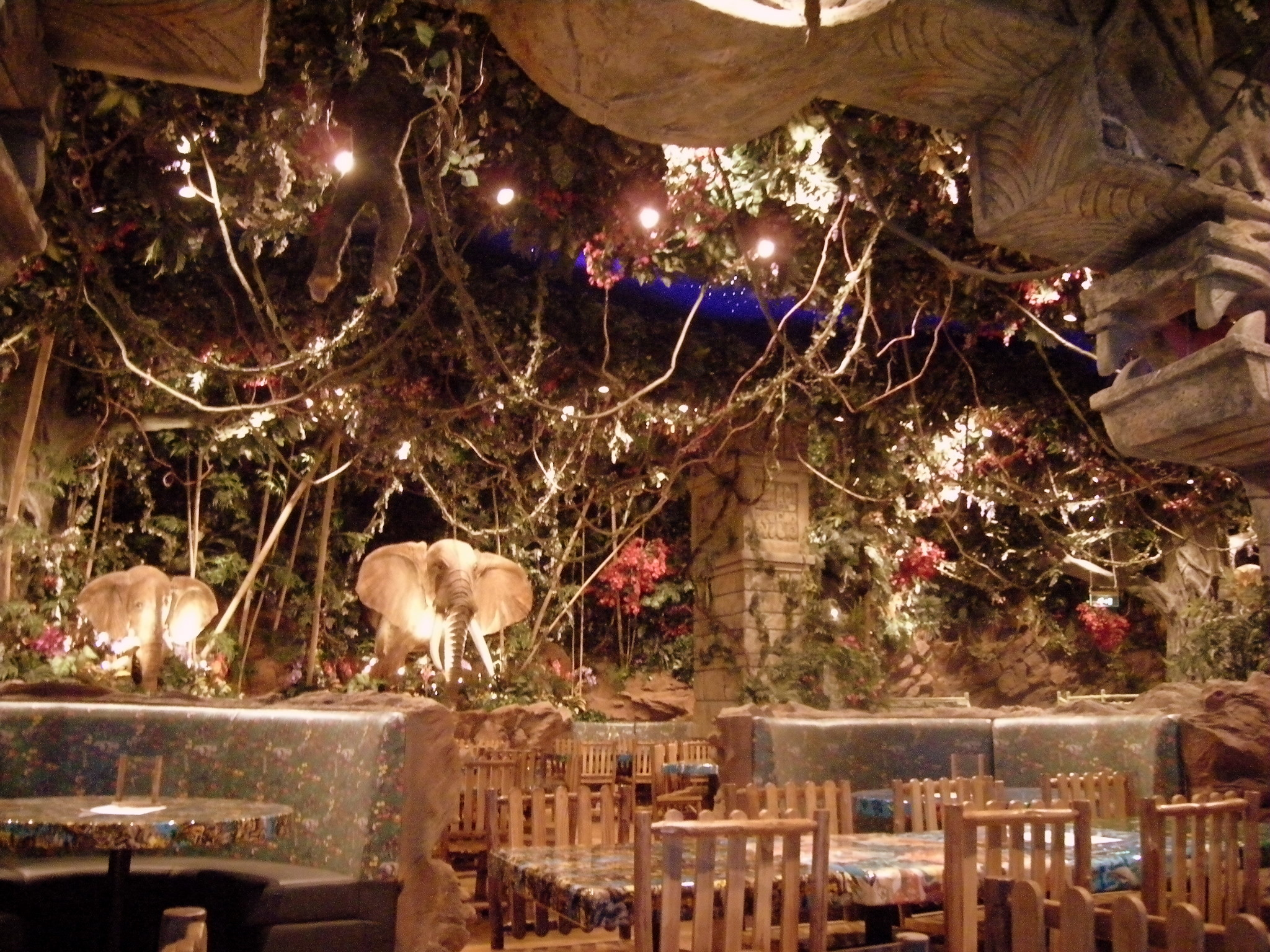
レインフォレスト　カフェ